# 里约塞克
里约塞克（法語：Rieussec，法語發音：[ʁjøsɛk]）是法国埃罗省的一个市镇，属于贝济耶区。

## 地理
里约塞克（43°25'2"N, 2°44'21"E）面积22.2 平方千米，位于法国奧克西塔尼大區埃罗省，该省份为法国南部沿海省份，南濒地中海，西南接奥德省，西北接塔恩省和阿韦龙省，东北与加尔省接壤。
与里约塞克接壤的市镇（或旧市镇、城区）包括：布瓦塞、圣让德米内尔瓦、圣庞斯德托米耶尔、韦略、韦尔里德穆桑。

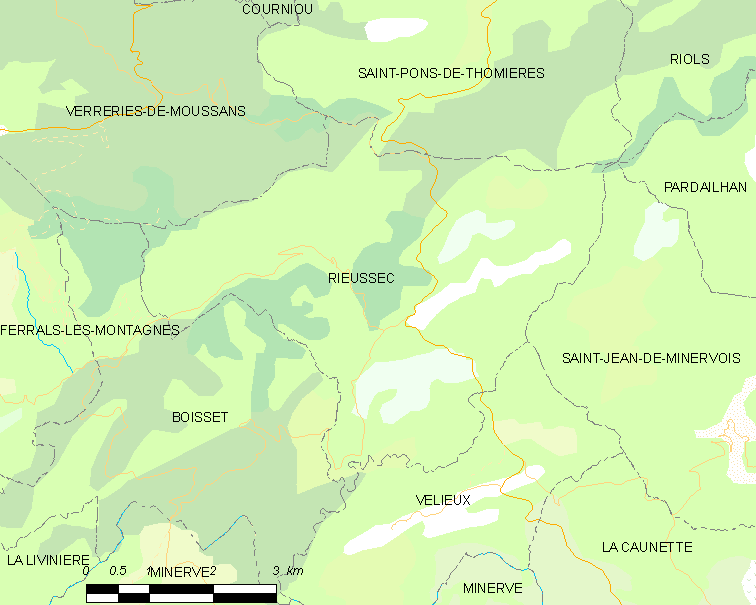
里约塞克的OSM定位图

里约塞克的时区为UTC+01:00、UTC+02:00（夏令时）。

## 行政
里约塞克的邮政编码为34220，INSEE市镇编码为34228。

## 政治
里约塞克所属的省级选区为圣庞斯德托米耶尔县。

## 人口

1962-2008年间里约塞克人口变化图示

里约塞克于2022年1月1日时的人口数量为82人。